# Tschutschkowo (Rjasan)
Tschutschkowo (russisch Чу́чково) ist eine Siedlung städtischen Typs in der Oblast Rjasan in Russland mit 3122 Einwohnern (Stand 14. Oktober 2010).

## Geographie
Der Ort liegt knapp 120 km Luftlinie ostsüdöstlich des Oblastverwaltungszentrums Rjasan im Gebiet zwischen Oka und ihren rechten Zuflüssen Mokscha und Zna.
Tschutschkowo ist Verwaltungszentrum des Rajons Tschutschkowski sowie Sitz und einzige Ortschaft der Stadtgemeinde Tschutschkowskoje gorodskoje posselenije.

## Geschichte
Der Ort wurde erstmals 1676 urkundlich erwähnt. Ab dem 18. Jahrhundert gehörte er zum Ujesd Schazk, ab 1879 zum Ujesd Saposchok des Gouvernements Rjasan.
1929 wurde Tschutschkowo Verwaltungssitz eines neu geschaffenen, nach ihm benannten Rajons. Seit 1958 besitzt der Ort den Status einer Siedlung städtischen Typs.

### Bevölkerungsentwicklung
| Jahr | Einwohner |
| ---- | --------- |
| 1897 | 2514      |
| 1939 | 3721      |
| 1959 | 3264      |
| 1970 | 3369      |
| 1979 | 3693      |
| 1989 | 3795      |
| 2002 | 4517      |
| 2010 | 3122      |

Anmerkung: Volkszählungsdaten

## Verkehr
Tschutschkowo besitzt einen Bahnhof bei Kilometer 346 der auf diesem Abschnitt 1893 eröffneten und seit 1960 elektrifizierten Eisenbahnstrecke Moskau – Rjasan – Rusajewka – Sysran. In die Siedlung führt die Regionalstraße 61K-013, die 20 km südlich von der föderalen Fernstraße M5 Moskau – Samara – Tscheljabinsk abzweigt.